# Warka (piwo)

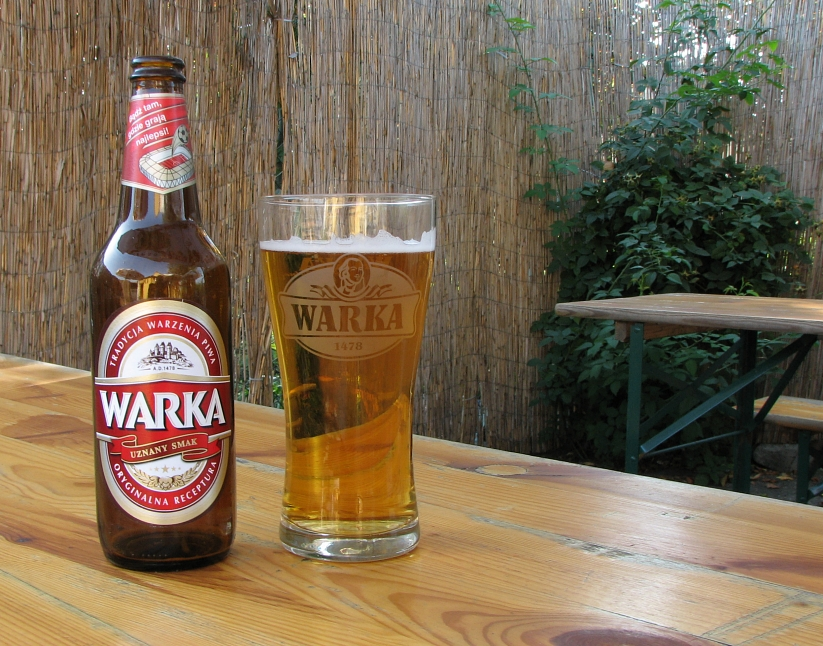
Warka w szklance

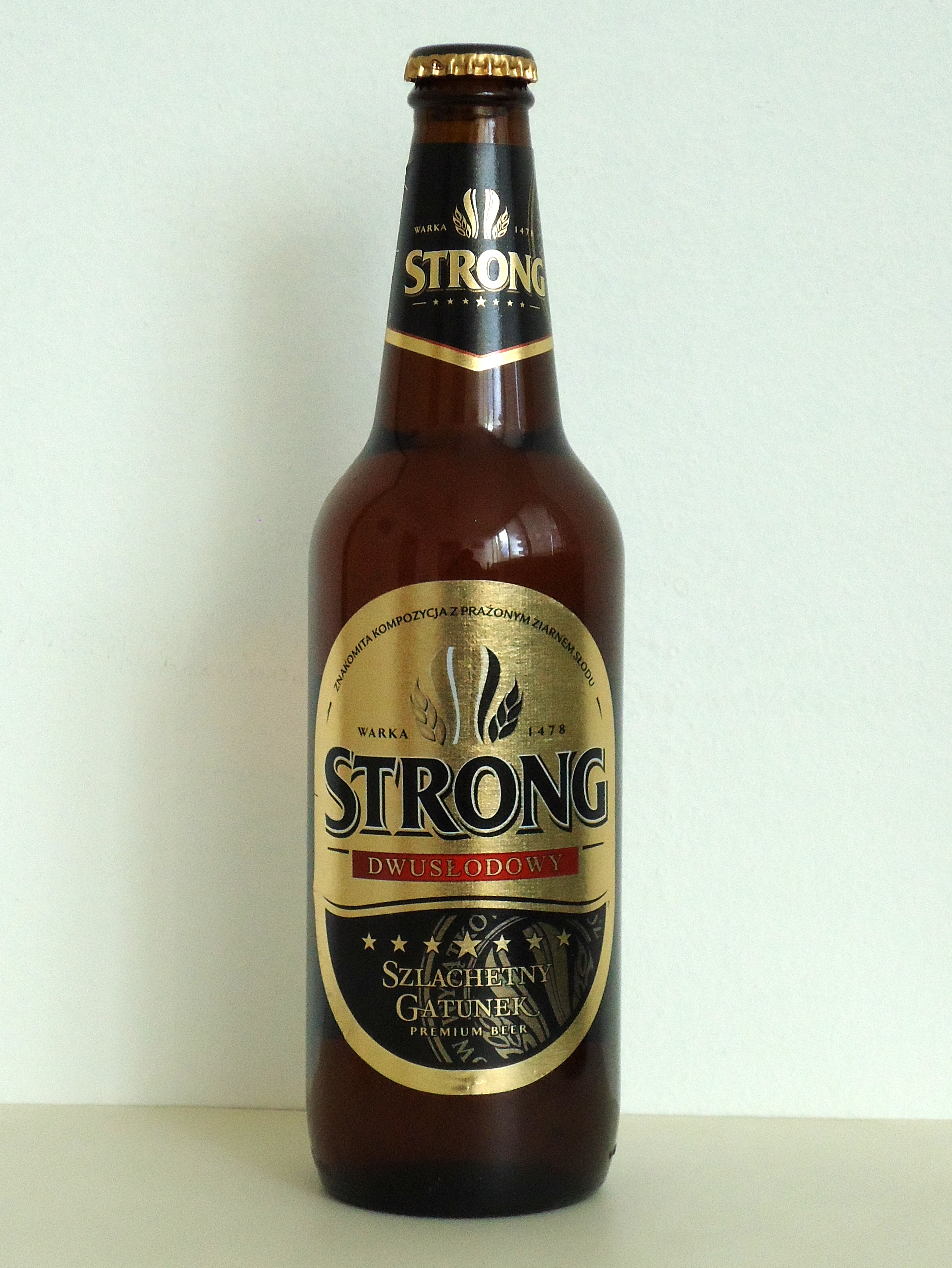
Warka Strong

Warka – jasne piwo dolnej fermentacji typu lager o zawartości ekstraktu 12,5% oraz alkoholu 5,2%. Produkowane jest w browarze w Warce od 1975 r. oraz w browarze w Żywcu i browarze w Elblągu.

## Nazwa i historia piwa
Nazwa piwa wywodzi się zarówno od miasta, w którym powstało, jak i od określenia piwowarskiej miary, oznaczającej porcję piwa uzyskanego z jednego warzenia. W przeszłości piwo Warka warzone było w różnych stylach i o zróżnicowanej zawartości ekstraktu i alkoholu. Browar w Warce wytwarzał m.in. Warka Beer Strong z 16,3% e.w. i 7,8% alk., piwo ciemne pełne Warka 13% e.w. i 4% alk. lub Warka Beer Full Light z 12,5% e.w. i 4,5% alkoholu.
Tradycje piwowarskie w Warce sięgają piętnastego stulecia. Już wtedy na terenie dzisiejszego miasta Warka produkowany był napój alkoholowy na bazie jęczmienia. W roku 1478 miasto otrzymało od Księcia Mazowieckiego, Bolesława V, przywilej zastrzegający wyłączność dostaw tamtejszego piwa na swój dwór i sprzedaży w piwnicy warszawskiego ratusza. Kroniki historyczne wskazują, że w XVI wieku na terenie miasta piwowarstwem zajmowało się aż 30 piwowarów (dla porównania w dużo większej Warszawie liczba piwowarów wynosiła 38). Samo miasto zyskało prawdopodobnie swoją nazwę od najważniejszego z procesów produkcji piwa – warzenia brzeczki lub wprost od słowa „warka”, oznaczającego piwowarską miarę.
Przekazy historyczne, legendy i utwory literackie potwierdzają fakt, iż piwo z Warki, które ceniono za smak, klarowność i kolor, gościło na stołach całego kraju podczas najważniejszych uczt i biesiad. Książę mazowiecki Bolesław V w dowód uznania nadał przywilej zastrzegający wyłączność dostawy wareckiego piwa na swój dwór (1483). Na początku XVII wieku Jędrzej Święcicki, geograf i historyk Mazowsza, pisał, że „Pomyślność Warki stała przede wszystkim piwem…”
W końcu XV wieku piwo wareckie odnotowane zostało w dokumencie wystawionym przez kancelarię króla polskiego Jana Olbrachta. W 1493 Jan I Olbracht rozstrzygając spór pomiędzy starostą generelnym Wielkopolski i miastem Poznaniem z jednej, a kapitułą poznańską i mieszczanami z Chwaliszewa z drugiej, w sprawie przywozu do Chwaliszewa (obecnie to część miasta Poznania) piwa targowego (łac. "forensis"), bydgoskiego, szadkowskiego, warckiego, żnińskiego, koźmińskiego i z innych miast oraz jego wyszynku w Chwaliszewie, postanawił, że nie naruszając przywilejów miasta Chwaliszewa nadanych mu przez stryja Władysława III Warneńczyka oraz dziada Władysława II Jagielły, chociaż każdy kan. ma prawo sprowadzać do swego domu piwo, skąd zechce, zezwala, aby kap. pozn. miała zawsze 4 karczmy w Chwaliszewie i Ostrówku, do których piwo skądkolwiek może być bez opłat przywożone i szynkowane.
Z piwem Warka związana jest legenda dotycząca nuncjusza papieskiego Hipolita Aldobrandiniego, późniejszego papieża Klemensa VIII. Przebywając w Polsce bardzo zasmakował w wareckim piwie. Twierdził, iż „było wyborne, szczypiące, z koloru i smaku do wina podobne”. Po powrocie do Rzymu poważnie zachorował. Przy będącym już w bardzo złym stanie Ojcu Świętym czuwali duchowni, którzy odmawiali litanię do Wszystkich Świętych. Gdy na łożu boleści wyszeptał on „Piva di Polonia... Piva di Warka...”, obecni przy nim duchowni, sądząc, że chodzi o jakąś nieznaną świętą, wszak „piwo” w języku włoskim to „birra”, zaczęli się modlić: „Santa Piva, ora pro nobis” („Święta Pivo, módl się za nami”). Chory, słysząc to, wybuchnął śmiechem. W rezultacie wrzód, z powodu którego cierpiał, pękł i Aldobrandini zaczął zdrowieć.

## Rodzaje piw
Piwo Warka produkowane jest w kilku rodzajach:
- Warka Jasne Pełne
- Warka Strong
- Warka Radler 0,0%
- Warka Radler 3,5%
- Warka Energy  0,0%